# Ramiro Fumazoni
Ramiro Fumazoni (Buenos Aires, Argentina, 22 de diciembre de 1971) es un actor argentino que reside en México.
Ha actuado en telenovelas, series, teatro y cine. Está casado con la actriz puertorriqueña Jessica Mas, con la cual tiene mellizos.

## Filmografía

### Televisión
| Año       | Proyecto                         | Personaje                         |
| --------- | -------------------------------- | --------------------------------- |
| 2022      | Mujeres asesinas                 | Mario (Episodio: "Llámame Paula") |
| 2022      | Amor dividido                    | Fabricio Zepeda                   |
| 2020      | La casa de las flores            | Martín                            |
| 2017-2018 | Me declaro culpable              | Tiziano Castolo                   |
| 2017      | La doble vida de Estela Carrillo | Juez Andrew Norman                |
| 2016-2017 | Tres veces Ana                   | Mariano Álvarez del Castillo      |
| 2015      | UEPA! Un escenario para amar     | Rodrigo de los Arcos              |
| 2013      | Solamente vos                    | Iván                              |
| 2013      | Vivir a destiempo                | Alejandro Monroy                  |
| 2012      | La ruta blanca                   | Joe Laviña                        |
| 2012      | La playa                         | Roberto                           |
| 2011-2013 | Grachi                           | Francisco Alonso                  |
| 2011      | Los Ángeles de Charlie           | Santos                            |
| 2009      | Vuélveme a querer                | Julio Peña                        |

### Cine
| Año  | Película                    | Personaje     |
| ---- | --------------------------- | ------------- |
| 2012 | El arribo de Conrado Sierra | Padre Jacinto |

### Teatro
| Año  | Obra de teatro          | Personaje             |
| ---- | ----------------------- | --------------------- |
| 2008 | Showcase primavera      | Lester                |
| 2008 | Los detectives salvajes | Luis Sebastián Rosado |
| 2008 | Monólogos               | Ramón                 |
| 2007 | Todo sobre Almodóvar    | Pablo                 |